# トラベラーズ (テレビドラマ)
トラベラーズ（英：Travelers）は、ブラッドライトによって制作されたSFテレビドラマシリーズ。最初の2シーズンはNetflixとカナダの専門チャンネルShowcaseによって共同制作された。第2シーズンの放送終了後、Netflixは唯一の配信元となった。この番組は2016年10月17日にカナダで、2016年12月23日に世界中で初公開された 。
2017年に第2シーズンが配信され、2018年12月14日には第3シーズンがリリースされた 。
2019年2月、エリック・マコーマックはシリーズがキャンセルされたと述べた。

## あらすじ
遠い未来より21世紀初頭の人間に意識を転送して憑依することで現代人に成りすまし暗躍する"トラベラー"達。人類最後の生き残りの中から選ばれて送り込まれた彼らの目的は、歴史を改変して悲惨な未来から人類を救うことだった。

## 設定
ポストアポカリプト状態の未来世界では、何千人もの特殊工作員が社会の崩壊を防ぐ任務を負っている。「トラベラー」として知られるこれらの工作員は、意識だけで時間を遡り、（事故や殺人による）死の直前の「ホスト」の体に憑依し、その死を回避した上でその人物に成り代わり、未来への予期せぬ影響を最小限に抑える。意識の転送には、21世紀のスマートフォンとGPSによって可能になったターゲットの正確な位置が必要であり、保管されていた時間、標高、緯度、経度(TELL)座標の記録により送られる。すでに実行された時間より前の時間に安全に転送することはできない。 
トラベラーはホストについてソーシャルメディアと公開記録を利用して学び、ホストの既存の生活を維持する。トラベラーは通常5人のチームで構成され、タイムラインを監視する人工知能であるディレクターによる未来からの指示により任務を遂行する。ミッションの目的は、一連の壊滅的な出来事から世界を救うことである。ディレクターは思春期前の子供を通して旅行者とコミュニケーションをとることができる。子供の場合は大人とは異なり、死の危険を冒すことなく短時間安全にメッセージを送ることができる。

### プロトコル
旅行者に対してはタイムラインを保護するためのいくつかのプロトコルが適用される。
- プロトコル1:任務を最優先にする。The mission comes first.
- プロトコル2:未来は過去に委ねる。Leave the future in the past.
- プロトコル3:特に指示がない限り、命を奪ったり、命を救ったりせず、干渉しない。Don't take a life, don't save a life, unless otherwise directed. Do not interfere.
- プロトコル4:複製しない。Do not reproduce.
- プロトコル5:指示がない場合は、ホストの生活を維持。In the absence of direction, maintain your host's life.
- プロトコル6:ディレクターの認可がない限り、チーム外の他の既知の旅行者と通信しない。Do not communicate with other known travelers outside of your team unless sanctioned by the Director.

チームの歴史家は、「グランドプランにおけるチームの役割に関連する歴史的情報」に関して定期的に受け取る更新を含む追加の秘密プロトコルを持っている。これはプロトコル2のサブプロトコルである。
- プロトコル2H:これは、「誰とでも、これまでの」アップデートの存在についての啓示を禁じている。

ディレクターは、特別な状況で以下の3つのプロトコルを呼び出すことができる。
- プロトコルアルファ:重要なミッションを絶対に完了する必要がある場合、他のすべてのプロトコルを一時的に停止する
- プロトコルイプシロン:アーカイブが脅かされたときに呼び出すことができる
- プロトコルオメガ:未来が修正されたか、修正が不可能であると見なされたためにディレクターが旅行者を放棄した場合、他のすべてのプロトコルを永久に一時停止する。

## キャスト

### レギュラー
- エリック・マクラーレン（トラベラー3468）
  - 演：エリック・マコーマック、 日本語吹き替え：堀内賢雄
  - 既婚のFBI特別捜査官の人生を引き受けるチームのリーダー
- マーシー・ウォートン （トラベラー3569）
  - 演：マッケンジー・ポーター、日本語吹き替え：木下紗華
  - 知的障害のある女性の人生を引き受けるチームの衛生兵
- カーリー・シャノン(トラベラー3465)
  - 演：ネスタ・クーパー、日本語吹き替え：寺依沙織
  - 専業主婦のシングルマザーの人生を引き受けるチームの戦術家
- トレバー・ホールデン(トラベラー0115)
  - ジャレッド・ポール・アブラハムソン、日本語吹き替え茂木たかまさ
  - チームのエンジニアであり、男子高校生の人生を引き受ける
- フィリップ・ピアソン(トラベラー3326)
  - 演：ライリー・ドルマン、 日本語吹き替え：大塚智則
  - チームの歴史家として、ヘロイン中毒の大学生の人生を引き受ける
- デビッド・メイラー
  - 演：パトリック・ギルモア、[日本語吹き替え：小礒岳人
  - ソーシャルワーカー
- キャサリン・マクラーレン（キャット）
  - 演：リーア・ケアンズ、日本語吹き替え：清華
  - インテリアデザイナーとして働くグラントの妻
- ジェフ・コニカー
  - 演：J・アレックス・ブリンソン、日本語吹き替え：福里達典
  - 警察官。カーリーの元恋人
- グレース・デイ
  - ジェニファー・スペンス、日本語吹き替え：S1：壱智村小真、S2以降：下田屋有依）
  - トレバーの高校カウンセラー、後にディレクターの作成を手伝ったプログラマーであるトラベラー0027に上書きされる。

## エピソード一覧
| シーズン | シーズン | 話数 | 話数 | 放送期間       | 放送期間       | 放送期間           |
| シーズン | シーズン | 話数 | 話数 | 初回放送       | 最終回放送     | 放送局             |
| -------- | -------- | ---- | ---- | -------------- | -------------- | ------------------ |
|          | 1        | 12   | 12   | 2016年10月17日 | 2017年1月2日   | Showcase / Netflix |
|          | 2        | 12   | 12   | 2017年10月16日 | 2017年12月18日 | Showcase / Netflix |
|          | 3        | 10   | 10   | 2018年12月14日 | 2018年12月14日 | Netflix            |

### シーズン 1 (2016–17)
| 通算 話数 | シーズン 話数 | タイトル                       | 監督                 | 脚本                                                 | 放送日         |
| --------- | ------------- | ------------------------------ | -------------------- | ---------------------------------------------------- | -------------- |
| 1         | 1             | "21世紀へようこそ" "Travelers" | Nick Hurran          | Brad Wright                                          | 2016年10月17日 |
| 2         | 2             | "規則第6条" "Protocol 6"       | Andy Mikita          | Gillian Muller                                       | 2016年10月24日 |
| 3         | 3             | "アレクサンデル" "Aleksander"  | Andy Mikita          | Tara Armstrong & Mika Collins                        | 2016年10月31日 |
| 4         | 4             | "ホール" "Hall"                | Martin Wood          | Pat Smith                                            | 2016年11月7日  |
| 5         | 5             | "101号室" "Room 101"           | Martin Wood          | Brad Wright                                          | 2016年11月14日 |
| 6         | 6             | "ヘリオス685" "Helios 685"     | Helen Shaver         | Rebecca Hales                                        | 2016年11月21日 |
| 7         | 7             | "規則第5条" "Protocol 5"       | Helen Shaver         | SB Edwards & Ashley Park & Pat Smith & Jason Whiting | 2016年11月28日 |
| 8         | 8             | "ドナー" "Donner"              | Will Waring          | Ashley Park & Pat Smith                              | 2016年12月5日  |
| 9         | 9             | "ビショップ" "Bishop"          | Will Waring          | Amanda Smith                                         | 2016年12月12日 |
| 10        | 10            | "キャサリン" "Kathryn"         | Andy Mikita          | Jason Whiting & SB Edwards                           | 2016年12月19日 |
| 11        | 11            | "マーシー" "Marcy"             | Andy Mikita          | Jason Whiting                                        | 2016年12月26日 |
| 12        | 12            | "グレース"                     | アマンダ・タッピング | Ashley Park                                          | 2017年1月2日   |

### シーズン2 (2017)
| 通算 話数 | シーズン 話数 | タイトル                         | 監督           | 脚本                         | 放送日         |
| --------- | ------------- | -------------------------------- | -------------- | ---------------------------- | -------------- |
| 13        | 1             | "救いの手" "Ave Machina"         | Andy Mikita    | Brad Wright                  | 2017年10月16日 |
| 14        | 2             | "規則第4条" "Protocol 4"         | Andy Mikita    | Jason Whiting                | 2017年10月23日 |
| 15        | 3             | "ジェイコブ" "Jacob"             | Andy Mikita    | Pat Smith & Ashley Park      | 2017年10月30日 |
| 16        | 4             | "11時27分" "11:27"               | Amanda Tapping | Ashley Park & Pat Smith      | 2017年11月6日  |
| 17        | 5             | "ジェニー" "Jenny"               | Andy Mikita    | Jason Whiting & Ken Kabatoff | 2017年11月13日 |
| 18        | 6             | "ウラン" "U235"                  | Andy Mikita    | Ashley Park & Pat Smith      | 2017年11月20日 |
| 19        | 7             | "17分" "17 Minutes"              | Amanda Tapping | Brad Wright                  | 2017年11月27日 |
| 20        | 8             | "トラベラー0027" "Traveler 0027" | Amanda Tapping | Ashley Park                  | 2017年12月4日  |
| 21        | 9             | "アップデート" "Update"          | Amanda Tapping | Pat Smith                    | 2017年12月11日 |
| 22        | 10            | "21ｃ" "21C"                     | Will Waring    | Brad Wright                  | 2017年12月11日 |
| 23        | 11            | "サイモン" "Simon"               | Will Waring    | Jason Whiting                | 2017年12月18日 |
| 24        | 12            | "001"                            | Eric McCormack | Ken Kabatoff                 | 2017年12月18日 |

### シーズン3 (2018)
| 通算 話数 | シーズン 話数 | タイトル                      | 監督                   | 脚本                         | 公開日         |
| --------- | ------------- | ----------------------------- | ---------------------- | ---------------------------- | -------------- |
| 25        | 1             | "イルサ" "Ilsa"               | エリック・マコーマック | Brad Wright                  | 2018年12月14日 |
| 26        | 2             | "イエーツ" "Yates"            | Andy Mikita            | Ken Kabatoff                 | 2018年12月14日 |
| 27        | 3             | "規則第3条" "Protocol 3"      | Andy Mikita            | Jason Whiting                | 2018年12月14日 |
| 28        | 4             | "ペロー" "Perrow"             | Amanda Tapping         | Pat Smith                    | 2018年12月14日 |
| 29        | 5             | "ナオミ" "Naomi"              | Amanda Tapping         | Ashley Park                  | 2018年12月14日 |
| 30        | 6             | "フィリップ" "Philip"         | Will Waring            | Pat Smith                    | 2018年12月14日 |
| 31        | 7             | "トレバー" "Trevor"           | Will Waring            | Ashley Park                  | 2018年12月14日 |
| 32        | 8             | "記録保管所" "Archive"        | Amanda Tapping         | Ken Kabatoff                 | 2018年12月14日 |
| 33        | 9             | "デビッド" "David"            | Bryan C. Knight        | Jason Whiting                | 2018年12月14日 |
| 34        | 10            | "規則オメガ" "Protocol Omega" | Amanda Tapping         | Heath Affolter & Brad Wright | 2018年12月14日 |